# Eloor
Eloor là một thị trấn thống kê (census town) của quận Ernakulam thuộc bang Kerala, Ấn Độ.

## Nhân khẩu
Theo điều tra dân số năm 2001 của Ấn Độ, Eloor có dân số 30.092 người. Phái nam chiếm 50% tổng số dân và phái nữ chiếm 50%. Eloor có tỷ lệ 84% biết đọc biết viết, cao hơn tỷ lệ trung bình toàn quốc là 59,5%: tỷ lệ cho phái nam là 86%, và tỷ lệ cho phái nữ là 81%. Tại Eloor, 11% dân số nhỏ hơn 6 tuổi.